# 五比丘
五比丘（梵文：pañca bhiksavah，巴利文：pañca-vaggiyā bhikkhū），又作五佛子、五弟子，為佛陀最初度的五個弟子。
太子悉達多出家時，父親淨飯王從王族姻親中選出憍陳如、跋提、摩訶男、阿說示及跋波等五人，前去侍奉他，此五人隨太子共修六年後，因見到悉達多飲用牧羊女所供養乳粥，以為太子失去修行之心，遂離起太子往鹿野苑苦行林。世尊成道後，因念及五比丘，來到鹿野苑要對五比丘宣說法，為說四聖諦、八正道、布施、持戒、生天等法，憍陳如等人聞得此法，相續證得阿羅漢果。

## 歷史
太子悉達多出家時，父親淨飯王從王族中選出憍陳如等五人，前去侍奉他。在太子出生後一星期，根據印度古老的傳統習慣，在命名大典中請來滿腹經論的婆羅門為太子預言，其中八人最為著名。他們七人都預言太子將成為轉輪聖王或佛陀，只有最年輕的婆羅門憍陳如注意到嬰兒前額的頭髮向右曲卷，預言太子將出家成佛。而其餘四位則是星相家之子。
他們跟隨悉達多一同苦修，後來見到悉達多飲用牧羊女輸伽陀（sujātā）供養的乳糜，認為悉達多已放棄修行，於是跟他分道揚鑣，前往鹿野苑繼續苦修。
當悉達多悟道時，他前往鹿野苑，教導五比丘，他們於是成為僧團最初的成員。

## 成員
五比丘成員的名字，有許多不同記載。
巴利律藏與經藏記載：
- Aññāta-Kondañña（阿若-憍陳如）
- Bhaddiya（跋堤）
- Mahānāma（摩訶男）
- Vappa（跋波）
- Assaji（阿說示）[4]

漢譯各經論的翻譯記載不一，其中與巴利經律相若的有：
- 《佛本行集经》：憍陈如、跋提梨迦、摩诃那摩、波沙菠、阿奢逾时。
- 《过去、现在因果经》：憍陈如、跋陀罗阇、摩诃那摩、跋波、阿舍婆阇。
- 《四分律》：憍陳如、婆提、摩诃摩男、婆敷、阿濕鼻。
- 智顗《法华文句》、玄奘譯《阿毘達磨大毘婆沙論》：憍陈如、跋提、摩诃男、婆敷、頞鞞。
- 《最胜王经》：阿若憍陳如、婆帝利迦、摩诃那摩、波湿波、阿说恃多阿鞞
- 《无量寿经》：了本际、仁賢、大号、正语、正愿。（均為意譯）

整理各經典的說法，歸納為：
- 阿若-憍陳如（巴利文：Aññāta-Kondañña，梵文：Ajñāta Kaundinya，意譯：初解-火器）：或譯拘邻、憍邻如、阿若憍陈如。
- 跋提（巴利文：Bhaddiya，梵文：Bhadrika，意譯：小賢）：或譯跋陀罗、跋提梨迦、婆提、婆帝利迦。
- 摩訶男（巴利文：Mahānāma，梵文：Mahānāman，意譯：大名）：或譯拘利、摩男拘利、摩诃那摩、摩诃摩男、俱利、俱利太子。
- 跋波（巴利文：Vappa，梵文：Vāspa，意譯：播種）：或譯波沙菠、婆敷、波湿波。
- 阿說示（巴利文：Assaji，梵文：Aśvajit，意譯：馬勝）：或譯阿濕婆、阿湿波誓、阿奢逾时、阿说恃多阿鞞、頞陛、頞鞞。

另外，與巴利經律差異較大的漢譯經論有：
- 《長阿含經》〈中本起经〉：拘邻、拔提、摩男拘利、十力迦葉、頞陛。
- 《佛所行赞》：憍邻如、跋陀罗、十力迦葉、波澀波、阿濕波誓。
- 智顗《法華玄義》：頞鞞、跋提、俱利、釋摩男、十力迦葉

## 五比丘的事跡
喬達摩成佛後兩個月，在七月間的月圓月，到鹿野苑要對五比丘宣說法。五位苦行僧老遠見佛陀過來時，商量不應對他行禮。但當佛陀越走越近時，威儀令五比丘陸續向前接待佛陀。當他們稱呼佛陀為同修（avuso）。佛陀對他們說不要直呼如來姓名或稱他為同修者。佛陀對五比丘闡詮四聖諦法的《轉法輪經》（巴利文：Dhammacakkappavattana Sutta）。那時，當三個比丘出去化緣時，佛陀指導兩個人，六個人共同食用那三人化緣回來的飯食；當兩個苦行僧出去化緣時，佛陀就指導三個，六人又一齊食用由兩人要回來的食物。年紀最大的憍陳如聽了此經，即證得斯陀含果，之後其餘四位也證得須陀桓果。在五天后，佛陀接著對五比丘說《無我相經》（巴利文：Anattalakkhaṇa Sutta），五位比丘前後相續都證阿羅漢果。
舍利弗就是在王舍城的大街上遇見五比丘中的阿說示尊者，要求阿說示尊者說法，阿說示尊者即說四句偈，當舍利弗聽到第一句偈時，即證得須陀桓果。

## 五比丘的重要
- 五比丘是佛陀成佛後說法的首群對象。
- 佛陀所說的第一部經《轉法輪經》及《無我相經》都是對五比丘說。
- 當佛陀證果後，五比丘初見佛陀是持不信任態度的，後因見佛陀威儀而改觀念，為佛陀接過衣缽及準備座位。[7]
- 五比丘建立了佛教的首支僧團，從此起二皈依改為三皈依。
- 從佛陀要五個人輪流去化緣來維持生活，當時的行者是漸悟，說第一部《轉法輪經》時，一人証斯陀含（二果），其餘四人証須陀桓（初果），即到說《無我相經》後，五比丘才證阿羅漢果。